# (9953) 1991 EB
(9953) 1991 EB là một tiểu hành tinh vành đai chính. Nó bay quanh Mặt Trời theo chu kỳ 4.25 năm.
Được phát hiện ngày 7 tháng 3 năm 1991 bởi Seiji Ueda và Hiroshi Kaneda, Tên chỉ định của nó là "1991 EB".